# كليتس جوزيف بنجامين
كليتس جوزيف بنجامين (بالإنجليزية: Cletus Joseph Benjamin)‏ هو كاهن كاثوليكي أمريكي، ولد في 2 مايو 1909 في أولد فورج ‏ في الولايات المتحدة، وتوفي في 15 مايو 1961 في فيلادلفيا في الولايات المتحدة بسبب نوبة قلبية.